# ISO 3166-2:SS
ISO 3166-2:SS est l'entrée pour le Soudan du Sud dans l'ISO 3166-2, qui fait partie du standard ISO 3166, publié par l'Organisation internationale de normalisation (ISO), et qui définit des codes pour les noms des principales administration territoriales (e.g. provinces ou États fédérés) pour tous les pays ayant un code ISO 3166-1.

## États (10)
La norme ne tient pas compte de la réforme du découpage de 2015. 
Les noms des subdivisions sont listés selon l'usage de la norme ISO 3166-2, publiée par l'agence de maintenance de l'ISO 3166.
```
SS-EC
 
Central Equatoria

SS-EE
 
Eastern Equatoria

SS-JG
 
Jonglei

SS-LK
 
Lakes

SS-BN
 
Northern Bahr el Ghazal

SS-UY
 
Unity

SS-NU
 
Upper Nile

SS-WR
 
Warrap

SS-BW
 
Western Bahr el Ghazal

SS-EW
 
Western Equatoria
```

Historique des changements
- 9 août 2011 : Attribution du codet
- 13 décembre 2011 : Ajout du codet et ses subdivisions administratives, par cohérence de l'ISO 3166-1 et de l'ISO 3166-2.
- 18 décembre 2014 : Suppression de l'espace après la forme courte anglaise en minuscules
- 25 novembre 2021 : Correction typographique de SS-BW (espace supplémentaire entre el et Ghazal)